# Henry Shefflin
Henry Shefflin (født 11. januar 1979) er en irsk Hurling spiller fra County Kilkenny. Han i øjeblikket spiller for Ballyhale Shamrocks og har været medlem af Kilkenny ledende inter-county team siden 1999. [1] All-Irland-vindende kaptajn i 2007, er Shefflin bredt anerkendt som en af de største spillere all-time.

## æresbevisninger

### St. Kieran's kollegium
- Dr. Croke Cup|All-Ireland Senior Colleges' Hurling Championship:
  - vinder (1): 1996
- Leinster Senior Colleges' Hurling Championship:
  - vinder (1): 1996

### Waterford Institut af Teknologi
- Fitzgibbon Cup:
  - vinder (2): 1998-99, 1999-00

### Ballyhale Shamrocks
- All-Ireland Senior Club Hurling Championship:
  - vinder (2): 2007, 2010
- Leinster Senior Club Hurling Championship:
  - vinder (3): 2006, 2008, 2009
- Kilkenny Senior Hurling Championship:
  - vinder (4): 2006, 2007 (sub), 2008, 2009
  - Runner-op (1): 2005

### Kilkenny
- All-Ireland Senior Hurling Championship:
  - vinder (7): 2000, 2002, 2003, 2006, 2007, 2008, 2009,
  - Runner-op (2): 1999, 2004
- Leinster Senior Hurling Championship:
  - vinder (10): 1999, 2000, 2001, 2002, 2003, 2005, 2006, 2007, 2008, 2009
- National Hurling League:
  - vinder (5): 2002, 2003, 2005, 2006, 2009
  - Runner-op (1): 2007
- Walsh Cup (hurling)|Walsh Cup:
  - vinder (4): 2005, 2006, 2007, 2009

### Leinster
- Railway Cup:
  - vinder (3): 2002, 2003, 2009
  - Runner-op (1): 2000

### Individual
- GAA All Stars Awards winners (hurling)|All-Stars: 9
  - 2000, 2002, 2003, 2004, 2005, 2006, 2007, 2008, 2009
- Texaco Hurler of the Year: 2
  - 2002, 2006
- Vodafone Hurler of the Year|All-Stars Hurler of the Year: 2
  - 2002, 2006
- GPA Hurler of the Year: 2
  - 2002, 2006